# Central Baseball League
La Central Baseball League, precedentemente chiamata Texas-Louisiana League, fu una lega minore, indipendente dalla Major League Baseball.
Nel 1991, l'uomo d'affari Byron Pierce e il deputato John Bryant, frustrati per l'assenza di piani da parte della Texas League nell'espandersi fuori dal Texas, e fondarono la Texas-Louisiana League. La lega iniziò nel 1994. Dopo un'ulteriore espansione a Missouri e Mississippi, la Texas-Louisiana League cambiò nome in Central Baseball League. In 12 stagioni, la lega ebbe dieci diversi campioni; Alexandria ed Edinburg furono le uniche a vincere due volte.
Dopo la stagione 2005 le otto squadre della CBL abbandonarono la lega. Cinque passarono all'American Association: Pensacola, Shreveport, Fort Worth, Coastal Bend and El Paso; una alla United League, San Angelo.

## Squadre
Hanno partecipato almeno una stagione:
- Abilene Prairie Dogs
- Alexandria Aces
- Amarillo Dillas
- Beaumont Bullfrogs (anche Bayou Bullfrogs, Lafayette Bullfrogs)
- Coastal Bend Aviators
- Corpus Christi Barracudas
- Edinburg Roadrunners
- El Paso Diablos
- Fort Worth Cats
- Greenville Bluesmen
- Jackson DiamondKats (anche Jackson Senators)
- Jackson Senators (anche Jackson DiamondKats)
- Mobile BaySharks
- Lafayette Bullfrogs (anche Beaumont Bullfrogs, Bayou Bullfrogs)
- Laredo Apache
- Lubbock Crickets
- Pensacola Pelicans
- Pueblo Bighorns
- Rio Grande Valley WhiteWings
- San Antonio Tejanos
- San Angelo Colts
- Shreveport Sports
- Springfield Ozark Mountain Ducks
- Tyler Wildcatters

## Campioni della Texas-Louisiana League
- 1994 Corpus Christi
- 1995 Lubbock
- 1996 Abilene
- 1997 Alexandria
- 1998 Alexandria
- 1999 Amarillo
- 2000 Rio Grande Valley
- 2001 Edinburg

## Campioni della Central Baseball League
- 2002 San Angelo
- 2003 Jackson
- 2004 Edinburg
- 2005 Fort Worth